# رکسیو
رکسیو (به لهستانی:  Reksio) نام یک مجموعهٔ تلویزیونی پویانمایی محصول کشور لهستان است که در فاصلهٔ سال‌های ۱۹۶۷ تا ۱۹۹۰ توسط استودیوی فیلم‌های انیمیشنی واقع در بیلسکو بیاوا این کشور تولید می‌شد. نویسندگی و کارگردانی این مجموعه را لِخوسواف مارشاوِک برعهده داشت. شخصیت اصلی این انیمیشن سگی به نام رکسیو بود که در هر قسمت ماجرایی از او و دوستانش روایت می‌شد. 
رکسیو در دههٔ ۶۰ خورشیدی از تلویزیون ایران نیز پخش می‌شد. 